# Улица Карла Маркса (Чебоксары)
У́лица Ка́рла Ма́ркса (чув. Карл Маркс урамĕ) — центральная (парадная) улица города Чебоксары — столицы Чувашской Республики. Расположена в Ленинском районе города.
Вдоль улицы располагаются здания федеральных, республиканских и городских правительственных, административных и образовательных учреждений. К улице примыкает парадная (главная) площадь республики — площадь Республики. На улице сосредоточены здания, являющиеся памятниками республиканского значения, в том числе жилые и административные дома, возведенные в стиле конструктивизма и сталинской архитектуры.

## История
Дореволюционное название улицы — Благовещенская (Ефремовская). С 5 мая 1919 года — улица Карла Маркса; получила своё имя в честь Карла Маркса (1818—1883) — немецкого философа и экономиста.
В 1970-х годах начальные дома улицы были снесены к предстоящему повышению уровня реки Волги в связи с запуском Чебоксарской ГЭС и образованием Чебоксарского водохранилища. На месте первых домов улицы в настоящее время акватория Чебоксарского залива. Среди снесённых зданий — гостиница «Волга», располагавшееся в доме 6 (снесена в сентябре 1982; была открыта в 1932 году). В доме № 5 располагался потребсоюз с рестораном «Волга» (снесен до марта 1982; построен в 1940). В доме № 2 располагалось историческое здание — Дом Решетникова (снесён до июля 1979).
С 18 мая 2004 года часть улицы Карла Маркса переименована в бульвар Купца Ефремова.
На примыкающей к улице площади Республики расположен главный в Чувашской Республике памятник Ленину, который был открыт 26 июня 1960 года, когда отмечалась 40-я годовщина Чувашской автономии.

## Здания и сооружения
| Номер дома   | Изображение | Описание по состоянию на 2020 год и историческая справка | Год постройки |
| ------------ | ----------- | --- | ------------- |
| № 19 ·       |             | Трёхэтажное каменное торгово-офисное здание. Бывшее общежитие преподавателей Чувашского педагогического института, известное под историческим называнием «Дом красной профессуры» Архитектор — Егоров И. П. | 1930          |
| № 21 ·       |             | Двухэтажное каменное здание. Ранее в здании располагались универмаг «Детский мир», до 2020 года — магазин «Электротовары», с 2020 — в здании расположен офис «Чебоксарский» филиала Приволжский ПАО Банк «ФК Открытие».. Архитектор — И. В. Ведянин. | 1938          |
| № 22 ·       |             | Здание отделения Сбербанка России. Изначально — многоквартирный жилой дом-комбинат для сотрудников НКВД Чувашской АССР. | 1940          |
| № 24 ·       |             | Четырехэтажный каменный многоквартирный жилой дом. В этом доме жили: с 1955 по 1980 — Заслуженный деятель искусств РСФСР, композитор Герман Лебедев; с 1955 по 1994 — Народный артист РСФСР, композитор Филипп Лукин; с 1954 по 1966 — Народный поэт Чувашской АССР Семен Эльгер. | 1954          |
| № 25 ·       |             | Здание Национального банка по Чувашской Республике Центрального банка Российской Федерации. До 1 января 1988 года в здании функционировала Чувашская республиканская контора Госбанка СССР, которая была реорганизована в Чувашское республиканское управление Госбанка СССР, преобразованное 17 августа 1990 в Главное управление Госбанка РСФСР по Чувашской АССР; в 1991 переименовано в Главное управление Центрального банка РСФСР по Чувашской ССР; в 1992 году — в Главное управление ЦБ РФ по Чувашской Республике. Архитектор — И. В. Ведянин. | 1937          |
| № 26         |             | Трёхэтажное каменное торгово-офисное здание. Ранее — жилой дом. В этом доме с 1926 по 1940 жил Народный поэт Чувашской АССР Николай Полоруссов-Шелеби. | 1931          |
| № 27 ·       |             | Учебный корпус № 2 Чувашского государственного сельскохозяйственного университета Образец сталинской архитектуры с фасадной лепниной. В 1950-х годах — общежитие сельхозинститута. | 1949          |
| № 29 ·       |             | Главный учебный корпус Чувашского государственного сельскохозяйственного университета Ранее здание не имело шпиля. Здание — часть ансамбля площади Республики. | 1957          |
| № 29А        |             | Церковь Рождества Христова Церковь-часовня была заложена Архиепископом Чебоксарским и Чувашским Варнавой 24 июня 1999 года накануне празднования 2000-летия Рождества Христова. В храме находится парсуна «Житие царевича Дмитрия Угличевского», написанная по заказу Марии Шестовой (бабушки царя Михаила Романова). Здание — часть ансамбля площади Республики. Ранее на месте часовни находился городской фонтан «Одуванчик». | 2000          |
| № 31 ·       |             | Каменный четырёхэтажный жилой дом В этом доме жили: с 1951 по 1973 — Народный артист СССР Борис Алексеев, с 1952 по 1977 — Народный писатель Чувашской АССР Леонид Агаков. Здание — часть ансамбля площади Республики. Архитектор — Ф. С. Сергеев. | 1951          |
| № 32 ·       |             | Здание Музея чувашской вышивки При постройке здания использовался труд австрийских военнопленных Первой мировой войны. Первоначально здание использовалось в качестве госпиталя для нижних чинов Русской императорской армии. В 1920 годах в здании располагалась Чебоксарская школа II ступени № 2. В 1930 году в здании был открыт Чувашский государственный педагогический институт. Некоторое время в здании располагался Дом народного творчества. Архитектор Константин Олешкевич.                                                                | 1915          |
| № 33         |             | Жилой многоквартирный дом В доме проживали: Заслуженный деятель искусств РСФСР Фаина Романова, Народный поэт Чувашской АССР Василий Давыдов-Анатри, Заслуженный деятель искусств РСФСР Виктор Ходяшев. Здание — часть ансамбля площади Республики. Архитектор — С. П. Смирнов. | 1940          |
| № 35         |             | Жилой многоквартирный дом Образец сталинской архитектуры. | 1940          |
| № 36 ·       |             | Здание администрации города Чебоксары Дом, в котором с 1941 по 1945 год размещался эвакогоспиталь № 3056. Здание — часть ансамбля площади Республики. Архитектор — Ф. С. Сергеев. | 1958          |
| № 38 ·       |             | Главный учебный корпус Чувашского государственного педагогического университета имени И. Я. Яковлева Образец здания, возведенного в стиле сталинской архитектуры. Здание — часть ансамбля площади Республики. | 1957          |
| № 41 ·       |             | Трёхэтажное с цокольным этажом здание Министерства внутренних дел по Чувашской Республике Образец сталинской архитектуры Архитектор — Ф. С. Сергеев. | 1952          |
| № 43 ·       |             | Здание Управления ФСБ России по Чувашской Республике Образец сталинской архитектуры. Перед зданием возведен бюст Дзержинского (1987) скульптора А. К. Брындина. Архитектор — И. В. Ведянин. | 1948          |
| № 44         |             | Девятиэтажный жилой дом Первый девятиэтажный дом в Чебоксарах. | 1968          |
| № 45         |             | Четырёхэтажное здание Министерства внутренних дел по Чувашской Республике Архитектор — Ф. С. Сергеев. | 1952          |
| № 47         |             | Здание Центрального универмага (ЦУМ) В четырёхэтажном здании расположены торговые предприятия, офисы Объединённого банка республики и иные организации. | 1980          |
| № 48         |             | Здание прокуратуры Чувашской Республики Шестиэтажное здание возводилось для прокуратуры Чувашской Республики. 15 апреля 2004 года на торжественном открытии здания приняли участие Президент Чувашской Республики Н. В. Федоров и заместитель Генерального Прокурора Российской Федерации С. И. Герасимов. | 2004          |
| № 51 ·       |             | Четырёхэтажный каменный жилой дом Образец жилого дома, возведенного в стиле сталинской архитектуры. В доме с 1963 года жили: Заслуженная артистка РСФСР Марина Каширская, генерал-майор Павел Зимин. | 1955          |
| № 52А        |             | Здание офиса компании МТС в Чувашии Четырёхэтажное здание. В прошлом здание столовой ЧЭАЗ. В 2004 году здание было реконструировано и стало центральным офисом компании МТС в Чувашии. |               |
| № 52 корп. 1 |             | Двухэтажное здание бизнес-центра «Первая площадка» До 2006 года в здании располагалась первая площадка Чебоксарского электроаппаратного завода. После ликвидации производственных цехов завода здание было реконструировано и сдано в эксплуатацию в 2006 году. | 1943          |
| № 52 корп. 2 |             | Четырёхэтажное здание бизнес-центра «Первая площадка» С 1938 года в здание использовалось Чувашским педагогическим институтом. До 2006 года в здании располагалась первая площадка Чебоксарского электроаппаратного завода. После ликвидации производственных цехов завода здание было реконструировано и сдано в эксплуатацию в 2006 году. | 1938          |
| № 52         |             | Семиэтажное здание коммерческого центра До 2006 года в здании располагались цеха первой площадки Чебоксарского электроаппаратного завода. После ликвидации производственных цехов завода здание было передано для нужд коммерческих предприятий. | 1985          |
| № 54         |             | Здание Чебоксарского института (филиала) Московского политехнического университета В этом здании в 1941 году размещался 604-й отдельный саперный батальон 324-й стрелковой дивизии. С 3 октября 1944 года по инициативе Совнаркома СССР в здании организован электромеханический техникум. | 1941 не позже |
| № 56 ·       |             | Здание Управления Росреестра по Чувашской Республике В 1941 году в здании размещалось общежитие Чувашского государственного педагогического института. Во время Великой Отечественной войны — в 1942 году — в здании размещался эвакогоспиталь № 3061. | 1939          |

## Транспорт
- Автобус № 15, 45
- Троллейбус № 1, 4
- Маршрутное такси № 7

## Смежные улицы
- Бульвар Купца Ефремова
- Президентский бульвар
- Улица Композиторов Воробьёвых
- Площадь Республики
- Проспект Ленина